# Alfred García
Alfred García Castillo (ur. 14 marca 1997 roku w El Prat de Llobregat) – hiszpański piosenkarz, reprezentant Hiszpanii (w duecie z Amaią Romero) w 63. Konkursie Piosenki Eurowizji (2018).

## Dyskografia

### Albumy studyjne
- Beginning (2012)
- Inblack (Volume One) (2016)
- 1016 (2018)